# Robsonius rabori
Robsonius rabori là một loài chim trong họ Locustellidae, nhưng trước đây từng xếp trong họ Pellorneidae.
Loài này phân bố tại bắc và trung Luzon, Philippines.